# Tinea atmogramma
Tinea atmogramma is een vlinder uit de familie van de echte motten (Tineidae). De wetenschappelijke naam van de soort werd in 1927 gepubliceerd door Edward Meyrick.